# 岩崎悠人
岩崎 悠人（いわさき ゆうと、1998年6月11日 - ）は、滋賀県彦根市出身のプロサッカー選手。Jリーグ・アビスパ福岡所属。ポジションはフォワード（FW）。日本代表。

## 経歴

### クラブ
小学校1年から金城JFCでサッカーを始め、中学2年の秋までJFAアカデミー福島に在籍したが退団、彦根市立中央中学校のサッカー部でプレーした。中学卒業時に複数のJリーグクラブからユースへの入団のオファーを受けたが、京都橘高校に進学した。1年時からレギュラーとして出場し第93回全国高等学校サッカー選手権大会では優秀選手に選ばれた。2017年より京都サンガF.C.へ加入すると発表された。第95回全国高等学校サッカー選手権大会は1回戦で敗れたが、優秀選手に選ばれた。
2017年2月26日、J2第1節のモンテディオ山形戦で公式戦初出場。4月29日・第10節の大分トリニータ戦でJリーグ初得点を決めた。6月20日、プロA契約締結が発表された。1年目から主にサイドハーフとして起用され、35試合に出場した。
2018年12月23日、2019年シーズンからの北海道コンサドーレ札幌への完全移籍での加入が発表された。
2019年12月30日、湘南ベルマーレに期限付き移籍することが発表された。
2021年はジェフユナイテッド市原・千葉に期限付き移籍。
2021年8月からサガン鳥栖に期限付き移籍。11月7日、第35節の川崎フロンターレ戦でJ1初ゴールを決めて勝利に貢献した。
2023年より完全移籍に移行。
2023年12月29日、アビスパ福岡に完全移籍。

### 代表
U-17日本代表から世代別代表に選出された。2016年、AFC U-19選手権の代表に選出されて3得点を挙げた。2017年5月に開催された2017 FIFA U-20ワールドカップの代表に選出され4試合に出場した。
2018年1月にはAFC U-23選手権2018の日本代表に選出。同年8月に開催されたアジア大会では、チーム最多の4得点を挙げて準優勝に貢献し、FOXスポーツアジアによるベストイレブンに選出された。しかし2019年12月のキリンチャレンジカップ以降は代表招集から遠ざかり、東京オリンピックへの出場も叶わなかった。
2022年7月17日、EAFF E-1サッカー選手権2022に臨む日本代表（A代表）に不参加となった武藤嘉紀の代替選手として選出された。背番号は武藤が着用することになっていた10番となったが、これについては「知った時は嫌だなと思ってしまったけど、こんな機会はなかなかない。一生に一回あるかないか。こういう環境を楽しみたい」と語っている。7月19日の香港戦にて後半19分からの途中出場でA代表デビューを果たした。

## 所属クラブ
- 金城JFC
- JFAアカデミー福島
- 彦根市立中央中学校
- 2014年 - 2016年 京都橘高校
- 2017年 - 2018年 京都サンガF.C.
- 2019年 - 2022年 北海道コンサドーレ札幌
  - 2020年 湘南ベルマーレ（期限付き移籍）
  - 2021年 - 2021年8月 ジェフユナイテッド市原・千葉（期限付き移籍）
  - 2021年8月 - 2022年 サガン鳥栖（期限付き移籍）
- 2023年 サガン鳥栖
- 2024年 -  アビスパ福岡

## 個人成績
| 国内大会個人成績 | 国内大会個人成績 | 国内大会個人成績 | 国内大会個人成績 | 国内大会個人成績 | 国内大会個人成績 | 国内大会個人成績 | 国内大会個人成績 | 国内大会個人成績 | 国内大会個人成績 | 国内大会個人成績 | 国内大会個人成績 |
| 年度             | クラブ           | 背番号           | リーグ           | リーグ戦         | リーグ戦         | リーグ杯         | リーグ杯         | オープン杯       | オープン杯       | 期間通算         | 期間通算         |
| 年度             | クラブ           | 背番号           | リーグ           | 出場             | 得点             | 出場             | 得点             | 出場             | 得点             | 出場             | 得点             |
| 日本             | 日本             | 日本             | 日本             | リーグ戦         | リーグ戦         | リーグ杯         | リーグ杯         | 天皇杯           | 天皇杯           | 期間通算         | 期間通算         |
| ---------------- | ---------------- | ---------------- | ---------------- | ---------------- | ---------------- | ---------------- | ---------------- | ---------------- | ---------------- | ---------------- | ---------------- |
| 2017             | 京都             | 13               | J2               | 35               | 2                | -                | -                | 1                | 0                | 36               | 2                |
| 2018             | 京都             | 13               | J2               | 33               | 1                | -                | -                | 1                | 0                | 34               | 1                |
| 2019             | 札幌             | 13               | J1               | 8                | 0                | 10               | 0                | 1                | 0                | 19               | 0                |
| 2020             | 湘南             | 20               | J1               | 16               | 0                | 3                | 0                | -                | -                | 19               | 0                |
| 2021             | 千葉             | 8                | J2               | 16               | 0                | -                | -                | 1                | 0                | 17               | 0                |
| 2021             | 鳥栖             | 29               | J1               | 13               | 1                | 0                | 0                | -                | -                | 13               | 1                |
| 2022             | 鳥栖             | 29               | J1               | 32               | 2                | 2                | 1                | 1                | 0                | 35               | 3                |
| 2023             | 鳥栖             | 29               | J1               | 31               | 0                | 2                | 0                | 1                | 0                | 34               | 0                |
| 2024             | 福岡             | 18               | J1               | 38               | 1                | 2                | 0                | 2                | 0                | 42               | 1                |
| 2025             | 福岡             | 18               | J1               |                  |                  |                  |                  |                  |                  |                  |                  |
| 通算             | 日本             | 日本             | J1               | 138              | 4                | 19               | 1                | 5                | 0                | 162              | 5                |
| 通算             | 日本             | 日本             | J2               | 84               | 3                | -                | -                | 3                | 0                | 87               | 3                |
| 総通算           | 総通算           | 総通算           | 総通算           | 222              | 7                | 19               | 1                | 8                | 0                | 249              | 7                |

- Jリーグ初出場 - 2017年2月26日 J2第1節 モンテディオ山形戦（西京極）
- Jリーグ初得点 - 2017年4月29日 J2第10節 大分トリニータ戦（大銀ド）

## タイトル・表彰

### 代表
U-19日本代表
- AFC U-19選手権（2016年）

日本代表
- EAFF E-1サッカー選手権（2022年）

### 個人
- 全国高等学校サッカー選手権大会・優秀選手（2014年、2016年）
- 全国高等学校総合体育大会・優秀選手（2016年）
- 京都府スポーツ賞優秀賞（2018年）[21]
- 京都市スポーツ大賞（2018年）[21]

## 代表歴
- 日本高校選抜
  - 第53回デュッセルドルフ国際ユースサッカー大会（2015年）
- U-17日本代表
  - 第11回国際ユーストーナメント（U‐17）In ミンスク（2015年）
  - サニックス杯国際ユースサッカー大会（2015年）
  - 国際ユースサッカー in 新潟（2015年）
- U-18日本代表
  - AFC U-19選手権2016 (予選)（英語版）（2015年）
  - 2015年長安フィードカップ（2015年）
  - Panda Cup（2015年）
- U-19日本代表
  - バーレーンU-19カップ（2016年）
  - Panda Cup（2016年）
  - 2016 NTC招待大会（2016年）
  - AFC U-19選手権（2016年）
- U-20日本代表
  - ドイツ遠征（2017年）
  - 2017 FIFA U-20ワールドカップ（2017年）
- U-21日本代表
  - AFC U-23選手権（2018年）
  - アジア競技大会（2018年）
  - ドバイカップU-23（2018年）
- U-22日本代表
  - トゥーロン国際大会（2019年）
  - AFC U-23選手権タイ2020予選（2019年）
  - キリンチャレンジカップ（2019年）
- 日本代表
  - EAFF E-1サッカー選手権（2022年）

### 試合数
- 国際Aマッチ 1試合 0得点（2022年 - ）

| 日本代表 | 国際Aマッチ | 国際Aマッチ |
| 年       | 出場        | 得点        |
| -------- | ----------- | ----------- |
| 2022     | 1           | 0           |
| 通算     | 1           | 0           |

### 出場
| No. | 開催日        | 開催都市 | スタジアム                       | 対戦国 | 結果 | 監督   | 大会                       |
| --- | ------------- | -------- | -------------------------------- | ------ | ---- | ------ | -------------------------- |
| 1.  | 2022年7月19日 | 鹿嶋     | 茨城県立カシマサッカースタジアム | 香港   | ○6-0 | 森保一 | EAFF E-1サッカー選手権2022 |